# 布里斯托不列顛尼亞型

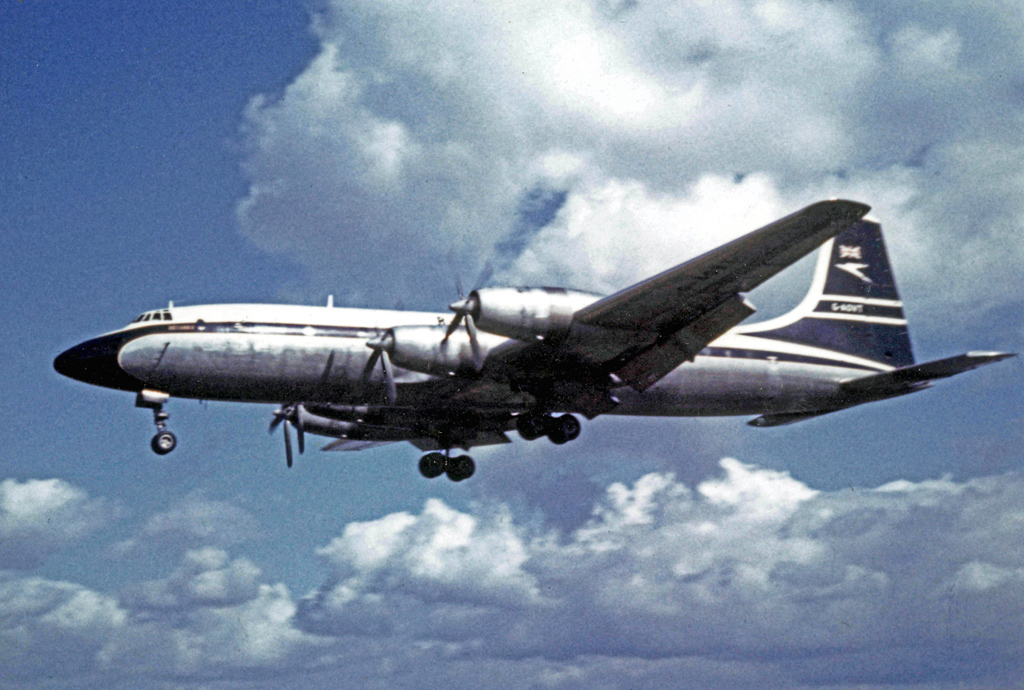
英国海外航空的不列颠尼亚型

布里斯托不列顛尼亞型（英語：Bristol Britannia）是英國飛機公司布里斯托飛機公司設計的中長程客機。
布里斯托不列顛尼亞型於1952年首航，1960年生產結束，只生產85架。不列顛尼亞型被認為是渦輪螺旋槳發動機動力客機設計的里程碑。布里斯托不列顛尼亞型被稱為“竊竊私語巨人”，以安靜的外部噪音，平穩飛行聞名，雖然內部不太寧靜。